# متسلسلة لوران

متسلسلة لورنت تعرف بالنظر إلى نقطة خاصة c وطريقا للتكامل
γ. طريق التكامل هذا ينبغي أن يمتد
في حلقة، أشير إليها هنا باللون الأحمر حيث f(z)
دالة تامة الشكل (تحليلية).

في الرياضيات, متسلسلة لوران (بالإنجليزية: Laurent series)‏ لدالة عقدية (f(z، هي تمثيل لهذه الدالة على شكل متسلسلة قوى، تحتوي على حدود ذات درجات سالبة.
سميت هذه المتسلسلة هكذا نسبة إلى عالم الرياضيات بيير ألفونس لوران، الذي نشرها لأول مرة. كان ذلك عام 1843. كارل فايرشتراس قد يكون هو أول من اكتشف هذه المتسلسلات في مقال كتبه عام 1841، ولكنه لم ينشر إلا بعد وفاته.
{\displaystyle f(z)=\sum _{n=-\infty }^{\infty }a_{n}(z-c)^{n}}
انظر إلى صيغة كوشي التكاملية.